# شریل جانسون
شریل جانسون (انگلیسی: Sheryl Johnson؛ زادهٔ december ۹, ۱۹۵۷ (۶۷ سال)) ورزشکار بسکتبال اهل ایالات متحده آمریکا است.
وی در مسابقات کشوری و بین‌المللی در مجموع برندهٔ ۱ مدال برنز شده‌است.